# Classici (Oscar Mondadori) dal 501 al 600
|  | I 100 precedenti: Classici (Oscar Mondadori) dal 401 al 500 |

## Dal n. 501 al n. 600
| Numero | Titolo | Autore                                       |
| ------ | --- | -------------------------------------------- |
| 501    | Le avventure di Oliver Twist                                                                                | Charles Dickens                              |
| 502    | Tre uomini in barca (per non parlare del cane)                                                              | Jerome Klapka Jerome                         |
| 503    | L'ultimo dei Mohicani                                                                                       | James Fenimore Cooper                        |
| 504    | I ragazzi della via Pál                                                                                     | Ferenc Molnár                                |
| 505    | Autobiografia di un dandy, Scritti inediti                                                                  | Oscar Wilde                                  |
| 506    | Le avventure di Alice nel Paese delle Meraviglie - Attraverso lo specchio                                   | Lewis Carroll                                |
| 507    | La vita e le opinioni di Tristram Shandy, gentiluomo                                                        | Laurence Sterne                              |
| 508    | Amorosa visione                                                                                             | Giovanni Boccaccio                           |
| 509    | Weir di Hermiston                                                                                           | Robert Louis Stevenson                       |
| 510    | Papà Goriot                                                                                                 | Honoré de Balzac                             |
| 511    | Zanna Bianca                                                                                                | Jack London                                  |
| 512    | Nostromo | Joseph Conrad                                |
| 513    | Il canzoniere                                                                                               | Louise Labé                                  |
| 514    | La favola del giorno e della notte e altri racconti fantastici                                              | George MacDonald                             |
| 515    | L'antico Egitto di Napoleone                                                                                | a cura di Patrizia Piacentini                |
| 516    | Libretti. Lettere.                                                                                          | Giuseppe Verdi                               |
| 517    | Diario dell'anno della peste                                                                                | Daniel Defoe                                 |
| 518    | Lieder | Johann Wolfgang von Goethe                   |
| 519    | La bisbetica domata                                                                                         | William Shakespeare                          |
| 520    | L'isola del tesoro                                                                                          | Robert Louis Stevenson                       |
| 521    | Le avventure di Pinocchio. Storia di un burattino                                                           | Collodi                                      |
| 522    | Il principe e il povero                                                                                     | Mark Twain                                   |
| 523    | Le affinità elettive                                                                                        | Johann Wolfgang von Goethe                   |
| 524    | La Fanfarlo                                                                                                 | Charles Baudelaire                           |
| 525    | Poemetti veneziani                                                                                          | Percy Bysshe Shelley                         |
| 526    | La casa dei sette abbaini                                                                                   | Nathaniel Hawthorne                          |
| 527    | Amore e ginnastica                                                                                          | Edmondo De Amicis                            |
| 528    | Mattinate fiorentine: Val d'Arno - Il gotico fiorentino                                                     | John Ruskin                                  |
| 529    | Vent'anni dopo                                                                                              | Alexandre Dumas                              |
| 530    | I tre moschettieri                                                                                          | Alexandre Dumas                              |
| 531    | Daisy Miller                                                                                                | Henry James                                  |
| 532    | Vedute veneziane                                                                                            | Canaletto                                    |
| 533    | Ferragus | Honoré de Balzac                             |
| 534    | Novembre | Gustave Flaubert                             |
| 535    | Il sogno di Adamo. Lettere scelte 1817-20                                                                   | John Keats                                   |
| 536    | Il bestiario d'amore                                                                                        | Richard de Fournival                         |
| 537    | Canzoni di crociata                                                                                         | a cura di Saverio Guida                      |
| 538    | |                                              |
| 539    | |                                              |
| 540    | La mia fuga dai Piombi                                                                                      | Giacomo Casanova                             |
| 541    | Quo vadis?                                                                                                  | Henryk Sienkiewicz                           |
| 542    | Il pozzo e il pendolo e altri racconti                                                                      | Edgar Allan Poe                              |
| 543    | Sonetti | Giuseppe Gioachino Belli                     |
| 544    | España | Théophile Gautier                            |
| 545    | La scena americana                                                                                          | Henry James                                  |
| 546    | Dell'insurrezione di Milano nel 1848                                                                        | Carlo Cattaneo                               |
| 547    | Piccole donne                                                                                               | Louisa May Alcott                            |
| 548    | Romeo e Giulietta                                                                                           | William Shakespeare                          |
| 549    | Le poesie di Ossian                                                                                         | James Macpherson                             |
| 550    | I paradisi artificiali                                                                                      | Charles Baudelaire                           |
| 551    | Notizie naturali e civili su la Lombardia La città considerata come principio ideale delle istorie italiane | Carlo Cattaneo                               |
| 552    | Enrico VIII                                                                                                 | William Shakespeare                          |
| 553    | Così parlò Zarathustra                                                                                      | Friedrich Nietzsche                          |
| 554    | |                                              |
| 555    | La moda | Georg Simmel                                 |
| 556    | Ballata di Natale                                                                                           | Charles Dickens                              |
| 557    | |                                              |
| 558    | |                                              |
| 559    | La tigre nella giungla                                                                                      | Henry James                                  |
| 560    | Il contratto sociale                                                                                        | Jean-Jacques Rousseau                        |
| 561    | Interdizioni israelitiche                                                                                   | Carlo Cattaneo                               |
| 562    | Viaggio in Italia                                                                                           | John Ruskin                                  |
| 563    | Le avventure del Capitano Singleton                                                                         | Daniel Defoe                                 |
| 564    | Persuasione                                                                                                 | Jane Austen                                  |
| 565    | Il castello di Otranto                                                                                      | Horace Walpole                               |
| 566    | Encyclopédie. Tutte le tavole, I. Arti e mestieri                                                           | Diderot e d'Alembert                         |
| 567    | I discorsi del Buddha                                                                                       | a cura di Claudio Cicuzza e Francesco Sferra |
| 568    | Carmen | Prosper Mérimée                              |
| 569    | Vite di Dante                                                                                               | Giovanni Boccaccio                           |
| 570    | La decadenza della menzogna                                                                                 | Oscar Wilde                                  |
| 571    | Il vulcano d'oro                                                                                            | Jules Verne                                  |
| 572    | La via del distacco                                                                                         | Meister Eckhart                              |
| 573    | Scritti sulla Lombardia                                                                                     | Carlo Cattaneo                               |
| 574    | Emma | Jane Austen                                  |
| 575    | Avventure al Polo: Al Polo Australe in velocipede - Al Polo Nord - Una sfida al Polo                        | Emilio Salgari                               |
| 576    | La capitale delle scimmie                                                                                   | Charles Baudelaire                           |
| 577    | Poesie | Victor Hugo                                  |
| 578    | Encyclopédie. Tutte le tavole, II. Le scienze                                                               | Diderot e d'Alembert                         |
| 579    | Cimbelino                                                                                                   | William Shakespeare                          |
| 580    | Lettere 1821-1869                                                                                           | Carlo Cattaneo                               |
| 581    | Il romanzo di Valgioiosa                                                                                    | Nathaniel Hawthorne                          |
| 582    | |                                              |
| 583    | Poetesse italiane del Cinquecento                                                                           | a cura di Stefano Bianchi                    |
| 584    | Racconti dello Yukon e dei mari del Sud                                                                     | Jack London                                  |
| 585    | Pericle, principe di Tiro                                                                                   | William Shakespeare                          |
| 586    | Il Cortigiano                                                                                               | Baldassarre Castiglione                      |
| 587    | Il sogno del giovane zar e altri racconti                                                                   | Lev Tolstoj                                  |
| 588    | Encyclopédie. Tutte le tavole, III. La tecniche                                                             | Diderot e d'Alembert                         |
| 589    | |                                              |
| 590    | Maurice o La capanna del pescatore                                                                          | Mary Shelley                                 |
| 591    | Encyclopédie. Tutte le tavole, IV. La società                                                               | Diderot e d'Alembert                         |
| 592    | Memorie di Sanson                                                                                           | Honoré de Balzac                             |
| 593    | Memorie olimpiche                                                                                           | Pierre de Coubertin                          |
| 594    | Nuovi poemetti                                                                                              | Giovanni Pascoli                             |
| 595    | Le avventure di Huckleberry Finn                                                                            | Mark Twain                                   |
| 596    | Poesie | Stéphane Mallarmé                            |
| 597    | Avventure in Africa                                                                                         | Emilio Salgari                               |
| 598    | Sull'oceano                                                                                                 | Edmondo De Amicis                            |
| 599    | La commedia degli equivoci                                                                                  | William Shakespeare                          |
| 600    | Storie di pirati: dal capitano Barbanera alle donne corsaro                                                 | Daniel Defoe                                 |

|  | I 100 successivi: Classici (Oscar Mondadori) dal 601 al 700 |